# Grande Prêmio do Japão de 2001
Resultados do Grande Prêmio do Japão de Fórmula 1 (formalmente XXVII Fuji Television Japanese Grand Prix) realizado em Suzuka em 14 de outubro de 2001. Décima sétima e última etapa da temporada, foi vencido pelo alemão Michael Schumacher, da Ferrari.

## Resumo
- Última corrida das equipes Benetton e Prost.[3][4][5]
- Última corrida de Fernando Alonso na Minardi. Contratado pela Renault no ano seguinte, voltaria a ser titular em 2003.
- Última corrida de Jean Alesi na Fórmula 1. O francês não completou a prova após um acidente com Kimi Räikkönen, que também fazia sua despedida da Sauber.
- Jos Verstappen também fez sua despedida da equipe Arrows no GP do Japão. Tom Walkinshaw, o chefe de equipe, optou em não renovar seu contrato para 2002.
- Última corrida de Mika Häkkinen - o finlandês chegou a ser cogitado para voltar à categoria em 2004 e 2005, mas tais especulações não saíram do papel.
- Última corrida de Tomáš Enge
- Com essa vitória,Michael Schumacher iguala o próprio recorde de 9 vitórias em uma temporada,conquistada em 1995 quando corria pela Benetton e também com Nigel Mansell em 1992 quando dominou a temporada com a Williams.

## Corrida
| Pos.   | Nº | Piloto                | Construtor       | Voltas | Tempo/Diferença        | Grid | Pontos |
| ------ | -- | --------------------- | ---------------- | ------ | ---------------------- | ---- | ------ |
| 1      | 1  | Michael Schumacher    | Ferrari          | 53     | 1:27:33.298            | 1    | 10     |
| 2      | 6  | Juan Pablo Montoya    | Williams-BMW     | 53     | + 3.154                | 2    | 6      |
| 3      | 4  | David Coulthard       | McLaren-Mercedes | 53     | + 23.262               | 7    | 4      |
| 4      | 3  | Mika Häkkinen         | McLaren-Mercedes | 53     | + 35.539               | 5    | 3      |
| 5      | 2  | Rubens Barrichello    | Ferrari          | 53     | + 36.544               | 4    | 2      |
| 6      | 5  | Ralf Schumacher       | Williams-BMW     | 53     | + 37.122               | 3    | 1      |
| 7      | 8  | Jenson Button         | Benetton-Renault | 53     | + 1:37.102             | 9    |        |
| 8      | 11 | Jarno Trulli          | Jordan-Honda     | 52     | + 1 volta              | 8    |        |
| 9      | 16 | Nick Heidfeld         | Sauber-Petronas  | 52     | + 1 volta              | 10   |        |
| 10     | 10 | Jacques Villeneuve    | BAR-Honda        | 52     | + 1 volta              | 14   |        |
| 11     | 21 | Fernando Alonso       | Minardi-European | 52     | + 1 volta              | 18   |        |
| 12     | 22 | Heinz-Harald Frentzen | Prost-Acer       | 52     | + 1 volta              | 15   |        |
| 13     | 9  | Olivier Panis         | BAR-Honda        | 51     | + 2 voltas             | 17   |        |
| 14     | 15 | Enrique Bernoldi      | Arrows-Asiatech  | 51     | + 2 voltas             | 20   |        |
| 15     | 14 | Jos Verstappen        | Arrows-Asiatech  | 51     | + 2 voltas             | 21   |        |
| 16     | 20 | Alex Yoong            | Minardi-European | 50     | + 3 voltas             | 22   |        |
| 17     | 7  | Giancarlo Fisichella  | Benetton-Renault | 47     | Câmbio                 | 6    |        |
| Ret    | 19 | Pedro de La Rosa      | Jaguar-Cosworth  | 45     | Vazamento de óleo      | 16   |        |
| Ret    | 23 | Tomáš Enge            | Prost-Acer       | 42     | Freios                 | 19   |        |
| Ret    | 18 | Eddie Irvine          | Jaguar-Cosworth  | 24     | Sistema de combustível | 13   |        |
| Ret    | 17 | Kimi Räikkönen        | Sauber-Petronas  | 5      | Quebra da suspensão    | 12   |        |
| Ret    | 12 | Jean Alesi            | Jordan-Honda     | 5      | Acidente               | 11   |        |
| Fonte: |    |                       |                  |        |                        |      |        |

## Tabela do campeonato após a corrida
| Pos.   | Piloto             | Pontos |
| ------ | ------------------ | ------ |
| 1      | Michael Schumacher | 123    |
| 2      | David Coulthard    | 65     |
| 3      | Rubens Barrichello | 56     |
| 4      | Ralf Schumacher    | 49     |
| 5      | Mika Häkkinen      | 37     |
| Fonte: |                    |        |

| Pos.   | Equipe           | Pontos |
| ------ | ---------------- | ------ |
| 1      | Ferrari          | 179    |
| 2      | McLaren-Mercedes | 102    |
| 3      | Williams-BMW     | 80     |
| 4      | Sauber-Petronas  | 21     |
| 5      | Jordan-Honda     | 19     |
| Fonte: |                  |        |

- Nota: Somente as primeiras cinco posições estão listadas e os campeões da temporada surgem grafados em negrito.